# Мозырский район
Мозырский район (бел. Мазы́рскі раён) — административная единица на юго-западе Гомельской области Республики Беларусь. Административный центр — город Мозырь.
Численность населения — 125 821 человек (на 1 января 2025 года).
В 2024 году Мозырский район отмечает 100-летие.

## Административное устройство
В районе 10 сельсоветов (указана площадь по состоянию на 29 января 2014 года):
- Барбаровский — 9011,68 га
- Каменский — 24261,38 га
- Козенский — 9555,55 га
- Криничный — 10663,31 га
- Махновичский — 16176,67 га
- Михалковский — 13876,90 га
- Осовецкий — 18682,85 га
- Прудковский — 6277,39 га
- Скрыгаловский — 17694,34 га
- Слободской — 29656,91 га

## География
Площадь района составляет 1600 км² (12-е место). Район граничит с Калинковичским, Хойникским, Наровлянским, Ельским, Лельчицким и Петриковским районами Гомельской области .
Основные реки — Припять и её притоки Тремля, Ипа, Неначь, Тур, Мытва, Салокуча, Сколодина и Крапивня, а также Чертень — приток Словечны.
В 28 км на запад от Мозыря, у деревни Лешня расположено Лешнянское (Лешневское) водохранилище (на Руднянском канале).

## Геральдика
Герб и созданный в наши дни флаг в качестве официального символа города Мозыря были утверждены решением XII сессии городского Совета депутатов от 27 марта 2001 года № 58. Зарегистрированы в Гербовом матрикуле Республики Беларусь 18 мая 2001 года № 61.

## История
Район образован 17 июля 1924 года. В 1926—1927 годах назывался Слободским по названию деревни Слобода. Первоначально был в составе Мозырского округа. 27 сентября 1930 года Мозырский район образован повторно путём переименования Калинковичского района с переносом райцентра в Мозырь. В 1930—1935 годах район находился в прямом республиканском подчинении, в 1935—1938 годах — в Мозырском округе (пограничном), в 1938—1954 годах — в Полесской области с центром в Мозыре, с 1954 года — в Гомельской области.
Территория района неоднократно изменялась. 27 сентября 1930 года к повторно образованному району присоединён Казимировский сельсовет (из Петриковского района), в том же году — Тваричевский национальный польский сельсовет (из Наровлянского района). 5 февраля 1931 года Какуевичский сельсовет передан Речицкому району, 8 июля 1931 года Мозырскому району переданы 2 сельсовета упразднённого Копаткевичского района, 7 сельсоветов упразднённого Озаричского района, 4 сельсовета упразднённого Юровичского (Юревичского) района, 25 июля 1931 года — Озаричский национальный еврейский сельсовет. 12 февраля 1935 года при повторном образовании Домановичского и Копаткевичского районов им переданы 13 и 2 сельсовета соответственно. 5 апреля 1935 года район укрупнён путём присоединения по одному сельсовету от Ельского, Наровлянского и Речицкого районов. 20 февраля 1938 года один сельсовет передан образованному Василевичскому району. 3 июля 1939 года был повторно образован Калинковичский район, которому передано 11 сельсоветов из состава Мозырского района. В тот же день Мозырский район укрупнён путём присоединения по одному сельсовету от Ельского, Наровлянского и Петриковского районов. С 25 декабря 1962 года по 6 января 1965 года к Мозырскому району была временно присоединена территория Лельчицкого района. Кроме того, 25 декабря 1962 года к Мозырскому району были присоединены Махновичский сельсовет Ельского района и Осовецкий сельсовет Петриковского района, 19 сентября 1963 года — Барбаровский сельсовет Ельского района (до 1962 года он находился в Наровлянском районе).
30 августа 2007 года Мозырский район и город Мозырь объединены в одну административно-территориальную единицу — Мозырский район с административным центром город Мозырь.
Указом Президента Республики Беларусь от 5 апреля 2021 года № 136 «Об административно-территориальном устройстве Витебской, Гомельской и Могилёвской областей» произведено уточнение границ областей и районов, установленных в 1950-е годы графическим способом на основе имевшегося в то время картографического материала. Так, изменение границ затронуло 5 смежных районов, в результате земли Мозырского района увеличились на 4733 га.
В результате изменения границ районов в Едином реестре административно-территориальных и территориальных единиц Республики Беларусь была произведена регистрация административного подчинения деревни Велавск, деревни Мойсеевичи, деревни Черноцкое, деревни Шестовичи, посёлка Шестовичи Петриковского сельсовета Петриковского района в Осовецкий сельсовет Мозырского района.
В 2024 году Мозырь отмечает 869-летие, Мозырский район — 100-летие.

## Демография
Численность населения — 125 821 человек (на 1 января 2025 года), в том числе городское — 104 517 человек (Мозырь — 104 517 человек), сельское — 21 304 человек.
Население района — 127 030 человек (на 1 января 2023 года), в том числе городское (Мозырь) — 105 321 человек, сельское — 21 709 человек. Сельское население — 16,27 %, городское население — 83,76 %.
На 1 января 2018 года 18,6 % населения района были в возрасте моложе трудоспособного, 58,9 % — в трудоспособном возрасте, 22,5 % — в возрасте старше трудоспособного. Средние показатели по Гомельской области — 18,3 %, 56,6 % и 25,1 % соответственно.
Коэффициент рождаемости в районе в 2017 году составил 12,3 на 1000 человек, коэффициент смертности — 10,8 (самый низкий показатель в области после Гомеля (9,3)). Всего в 2017 году в районе родилось 1643 и умерло 1441 человек. Средние показатели рождаемости и смертности по Гомельской области — 11,3 и 13 соответственно, по Республике Беларусь — 10,8 и 12,6 соответственно. Сальдо миграции в 2017 году было отрицательным (из района уехало на 169 человек больше, чем приехало), однако ранее было положительным: сальдо миграции составляло 248 человек в 2016 году, 802 человека в 2015 году, 613 человек в 2014 году.
В 2017 году в районе было заключено 995 браков (7,5 на 1000 человек) и 447 разводов (3,4 на 1000 человек; один из самых высоких показателей в области). Средние показатели по Гомельской области — 6,9 браков и 3,2 развода на 1000 человек, по Республике Беларусь — 7 и 3,4 соответственно.
| Численность населения | Численность населения | Численность населения | Численность населения | Численность населения | Численность населения | Численность населения | Численность населения |
| 1970                  | 1979                  | 1989                  | 1996                  | 2000                  | 2001                  | 2002                  | 2003                  |
| --------------------- | --------------------- | --------------------- | --------------------- | --------------------- | --------------------- | --------------------- | --------------------- |
| 82 000                | ▲104 189              | ▲124 653              | ▲126 300              | ▲131 222              | ▼131 220              | ▼131 191              | ▼131 072              |
| 2004                  | 2005                  | 2006                  | 2007                  | 2008                  | 2009                  | 2010                  | 2011                  |
| ▼130 802              | ▼130 072              | ▼129 324              | ▼128 889              | ▼128 470              | ▼128 095              | ▼128 949              | ▲129 724              |
| 2012                  | 2013                  | 2014                  | 2015                  | 2016                  | 2017                  | 2018                  | 2019                  |
| ▲129 915              | ▲130 357              | ▲130 827              | ▲131 812              | ▲132 944              | ▲133 404              | ▲133 437              | ▲133 953              |
| 2020                  | 2021                  | 2022                  | 2023                  | 2024                  | 2025                  |                       |                       |
|                       |                       |                       | ▼127 030              |                       | ▼125 821              |                       |                       |

По переписи 1959 года, в районе (без города Мозыря) проживало 26 613 человек: 25 218 белорусов, 599 русских, 327 поляков, 278 украинцев, 63 еврея, 128 представителей других национальностей.

## Экономика

### Промышленность
За 2010 год промышленными организациями района произведено продукции (работ, услуг) в фактических ценах на сумму 13906 млрд рублей.
Предприятия города и района
В Мозырском районе расположено 30 промышленных предприятий, градообразующими из них являются:
ОАО «Мозырский нефтеперерабатывающий завод» — производство автомобильного бензина, дизельного топлива, мазута, битума. Произведено 95,3 % продукции района.
- ОАО «Мозырьсоль» — добыча и производство соли пищевой.
- ОАО «Беларускабель» — производство монтажных и теплостойких проводов, силовых и контрольных кабелей, кабелей сельской, Зоновой и городской связи, кабелей радиочастотных и проводов различного специального назначения с жилой из медной и алюминиевой проволоки.
- ОАО «Мозырский спиртоводочный завод» — производство вина, водки и ликероводочных изделий.
- ОАО «Мозырьсельмаш» (Мозырский завод сельскохозяйственного машиностроения) — производство воздухонагревателей (теплогенераторы) газовых и жидкотопливных, котлов бытовых.
- ОАО «Мозырский машиностроительный завод» — производство лесозаготовительной техники.
- ОАО «Мозырьдрев» — деревообработка и производство мебели
- ОАО "Мозырская швейная фабрика «Надэкс» — производство швейных изделий (сорочки, блузы)
- КПУП «КОЛОР» — полиграфическое предприятие.

### Сельское хозяйство
В 2017 году в сельскохозяйственных организациях под зерновые и зернобобовые культуры было засеяно 13 496 га пахотных земель, под кормовые культуры — 14 886 га. В 2016 году было собрано 42 тыс. т зерновых и зернобобовых, в 2017 году — 47,5 тыс. т (урожайность — 33,5 ц/га в 2016 году и 35,3 ц/га в 2017 году). Средняя урожайность зерновых в Гомельской области в 2016—2017 годах — 30,1 и 28 ц/га, в Республике Беларусь — 31,6 и 33,3 ц/га. По урожайности зерновых район занимает одно из первых мест в Гомельской области (второе в 2017 году после Речицкого, пятое в 2016 году).
На 1 января 2018 года в сельскохозяйственных организациях района (без учёта личных хозяйств населения и фермеров) содержалось 30,5 тыс. голов крупного рогатого скота, в том числе 8,3 тыс. коров, а также 49 тыс. свиней и 437 тыс. голов птицы. В 2017 году было произведено 15,2 тыс. т мяса в живом весе и 52,1 тыс. т молока при среднем удое 6474 кг (средний удой с коровы по сельскохозяйственным организациям Гомельской области — 4947 кг в 2017 году) и 67,1 млн яиц. По среднему удою молока район занимает первое место в области, по производству яиц — второе место после Гомельского района.

## Транспорт
Через район проходят железная дорога Калинковичи — Овруч, а также автомобильные дороги Мозырь — Овруч, Мозырь — Наровля, Мозырь — Лельчицы, Мозырь — Петриков. По Припяти осуществляется судоходство.
В Мозыре расположены железнодорожные станции Мозырь-Северный (до 2024 года именовалась «Мозырь», расположена на северо-западной окраине города) и Мозырь (до 2024 года «Козенки», расположена на западной окраине города, северной окраине аг. Козенки). 
Расположена грузовая железнодорожная станция Барбаров.
Через район проходит нефтепровод «Дружба». Возле Мозыря действует линейная производственно-диспетчерская станция «Мозырь».

## Образование
В 2017 году в районе действовало 47 учреждений дошкольного образования (включая комплексы «детский сад — школа») с 6,3 тыс. детей. В 2017/2018 учебном году действовало 33 учреждения общего среднего образования, в которых обучалось 14,8 тыс. учеников. Учебный процесс в школах обеспечивали 1494 учителя, на одного учителя в среднем приходилось 9,9 учеников (третий показатель в области; среднее значение по Гомельской области — 8,6, по Республике Беларусь — 8,7). Действует Мозырский государственный педагогический университет имени И. П. Шамякина.

## Здравоохранение
В 2017 году в учреждениях Министерства здравоохранения Республики Беларусь насчитывалось 442 практикующих врача (33,1 в пересчёте на 10 тысяч человек; средний показатель по Гомельской области — 39,3, по Республике Беларусь — 40,5) и 1725 средних медицинских работников.

## Культура

### Музеи
- Государственное учреждение культуры «Мозырский объединённый краеведческий музей»[36] в г. Мозырь
  - Выставочный зал
  - Галерея творчества В. А. Минейко
  - Исторический центр «Мозырский замок»
  - Краеведческий музей
  - Музей народной культуры Мозырщины «Палеская веда»
  - Музей-мастерская художника-керамиста Н. Н. Пушкаря
  - Музей партизанской славы (расположен в д. Романовка)
- Музей утюга

В Мозырском объединённом краеведческом музее собрано 28,8 тыс. музейных предметов основного фонда. В 2016 году музей посетили 42,3 тыс. человек. По численности собранных предметов музей занимает третье место в Гомельской области, по численности посетителей — четвёртое, уступая только музеям Гомеля.

### Фестивали
- МФЮТ «Земля под белыми крыльями».

## Достопримечательности

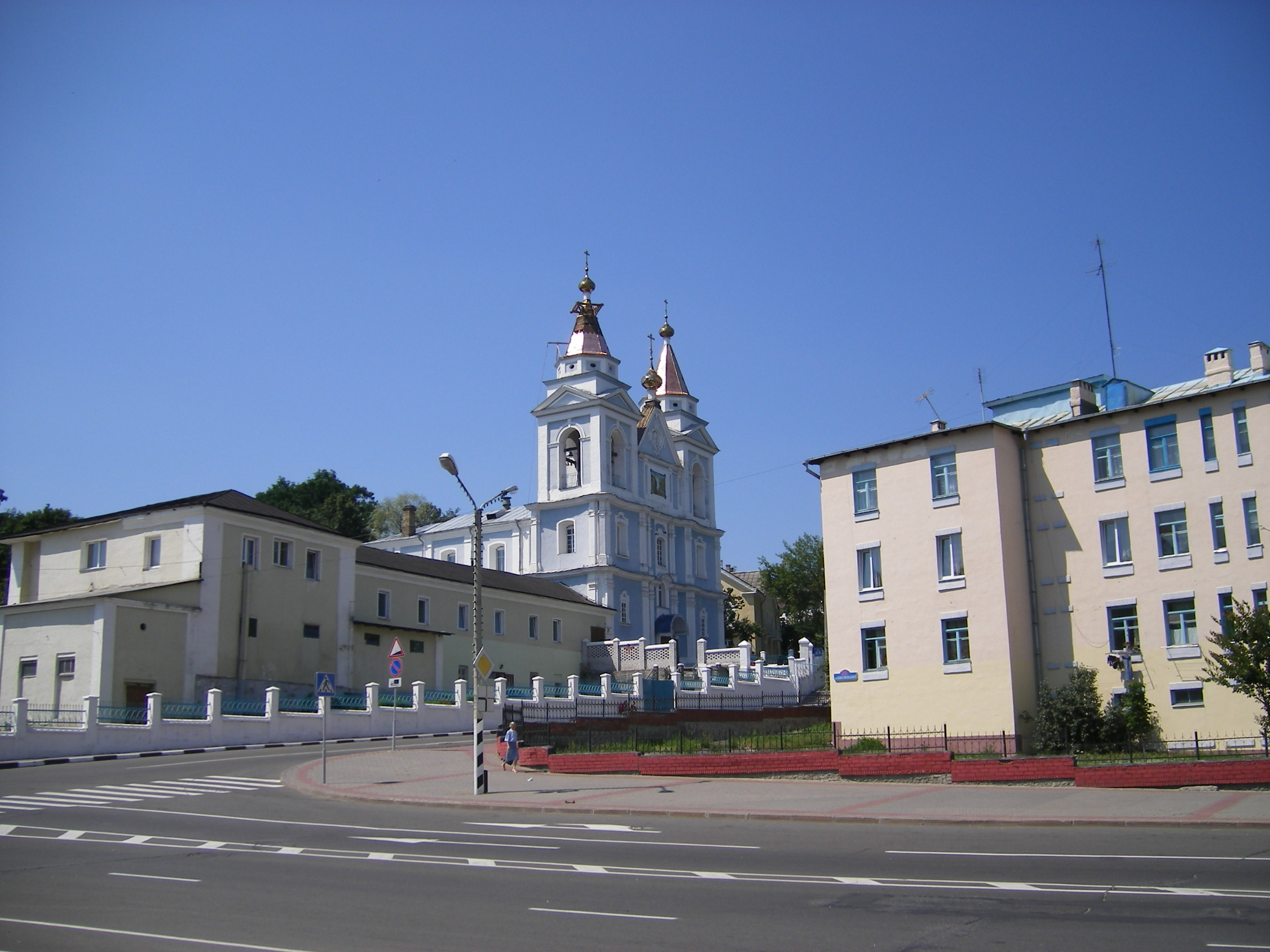
Свято-Михайловская церковь в Мозырь

- Мемориальный комплекс «Курган славы» в городе Мозырь
- Замковая гора в городе Мозырь
- Свято-Михайловская церковь (основана в 1645 г. как монастырь бернардинцев) в городе Мозырь
- Костёл Святого Михаила Архангела в городе Мозырь

### Памятник природы, заказник
- Припятский национальный парк
- Гидрологический памятник природы местного значения «Родник Добрица»
- Республиканский ландшафтный заказник «Стрельский»

## Спорт
Основные спортивные объекты:
- Горнолыжный комплекс «Мозырь»
- Школа олимпийского резерва Республики Беларусь
- Физкультурно-оздоровительный центр «Полесье-Арена»

Местная футбольная команда — «Славия-Мозырь», волейбольная команда — МНПЗ «Жемчужина Полесья».

## СМИ
В кабельной сети функционирует местный телеканал «ТКМ».
Издаётся газета «Жыццё Палесся».

## Международное сотрудничество
- Городской округ город Салават, Россия (27.06.2024)[40]